# گهرلیکوی آبی
گهرلیکوی آبی (نام علمی: Ptilorrhoa caerulescens) گونه‌ای از پرندگان خانواده Cinclosomatidae است که در گینه نو یافت می‌شود. زیستگاه طبیعی آن جنگل‌های دشت نمناک نیمه‌گرمسیری یا گرمسیری است.